# Ton Fan Group
Ton Fan Group (Chino :東方畫會), también conocida como la Sociedad de Pintura Oriental, Eastern Painting Society o Eastern Art Group, Oriente Movement o Dongfang Huahui, es un movimiento artístico vanguardista taiwanés fundado en 1956 en Taipéi. La creación de este grupo ha jugado un papel importante en el desarrollo del arte taiwanés y en la historia del arte chino del siglo XX.

## Contexto de creación
En 1949, Mao Zedong salió victorioso de la guerra civil china. La República Popular de China se declara el 1 de octubre de 1949 en Beijing. El gobierno de Chiang  Kai-shek se mudó a Taiwán, una antigua colonia japonesa, tomada por China después de 1945. Debido a las incertidumbres, vinculadas a años de sufrimiento y guerra, muchos chinos abandonan el continente para emigrar a China. Taiwán o Hong Kong en busca de una nueva esperanza para la paz. Si bien el régimen político muy conservador de Chiang Kai-Shek está vinculado a la tradición, los jóvenes querrán abrirse a la novedad, es decir, Occidente.

## Creando el grupo de fanes
En este contexto de ruptura, se están creando nuevas escuelas de arte y los maestros que comparten la misma historia están enseñando.
Por un lado, Chu Teh-Chun profesa arte en la Universidad Nacional Normal de Taiwán (de 1951 a 1955) y, por otro, Lee Chun-Shan (1911-1984) recibe estudiantes en su taller en la calle Antung (o Andong) en Taipéi (1950-1955).
Aunque son muy diferentes, ambos comparten un conocimiento e interés común en el arte occidental. Instan a sus estudiantes a romper con la antigua tradición china y buscar un estilo propio.
De estas dos enseñanzas nacerá en 1956, los movimientos más importantes de vanguardia taiwaneses: el « Ton Fan Group » dirigido por Li Zhong-Sheng Lee Chun-Shan (Li Zhongsheng) y el « Fifth Moon Group » que muchos artistas han seguido las enseñanzas de Chu Teh-Chun.

## Pioneros de la abstracción en China
Apodados «Los ocho bandidos» (The Eight Bandits) o « Ocho grandes proscritos » (The « Eight great outlaws ») debido a su oposición a un gobierno resistente a todas las formas de vanguardia, los artistas del Ton Fan Group están inspirados en el arte occidental contemporáneo, que no fue el caso de las generaciones anteriores a la guerra, que esencialmente se inspiraron en la pintura del europeo de siglo XIX. En esta abstracción occidental de posguerra que se inspira en la naturaleza, que busca la espontaneidad de los gestos, el equilibrio de los sólidos y los vacíos, todo el pensamiento y la historia de la pintura oriental está escrito. Los artistas lo asimilarán rápidamente y sobre todo lo interpretarán para expresar libremente su propia identidad.
Mientras que la primera exposición del Ton Fan group es mal recibida por la comunidad local, el Ton Fan group legitima su segunda exposición (1957) eligiendo entre otras cosas para incluir obras de arte. Artistas europeos: Juan José Tharrats, Will Faber y Bouardo Alcoy. Muestra que los pintores taiwaneses están involucrados en la evolución del arte moderno europeo de la posguerra.
Extracto del Manifiesto - titulado "Nuestra Declaración" - del Ton Fan Group o "Sociedad de Pintura Oriental":"El diseño de la pintura tradicional de nuestro país es fundamentalmente similar al del mundo moderno, incluso si hay pequeñas diferencias en las formas de expresión, si pudiéramos generalizar el desarrollo de la pintura moderna en nuestro país, entonces Los infinitos tesoros artísticos de China deberían ocupar una nueva posición en las corrientes mundiales actuales y marchar hacia una gran autopista en constante cambio"..
A través de esta declaración, los artistas del "Ton Fan Group" intentan demostrar que los conceptos del arte tradicional chino y los del arte moderno no deberían ser puestos en oposición. Sus nuevos diseños se basan en la historia del arte tradicional chino para impulsar su innovación. Lanzado en 1956 en España, Hsiao Chin facilita los intercambios entre artistas europeos y taiwaneses y se esfuerza por promover la vanguardia taiwanesa mientras destaca el modernismo europeo hacia Taiwán.
En 1959, la famosa galería de Nueva York Mi-Chou presenta, por primera vez en los Estados Unidos, una exposición de los artistas del Ton Fan Group. Recibe muy buenas críticas, incluida la del "New York Times". Una segunda exhibición en la galería Mi-Chou tendrá lugar el año siguiente. El editor en jefe del Times, Mr Norton, compra personalmente una obra de uno de los artistas de Ton Fan Group.
Durante la década de 1960, el Ton Fan Group, junto con el Fifth Moon Group y la Modern Prints Society, es muy activo y ofrece muchas exhibiciones. Este período está calificado por el término Painting Club Period. Desde finales de los 60 y aún más en los 70, muchos artistas del Ton Fan Group, como Hsiao Chin, migrar a Europa o Estados Unidos, buscando oportunidades para exhibiciones personales, marcando el final de un período de actividad significativa para el grupo. De hecho, los Estados Unidos, que tomaron a Taiwán bajo su protectorado después de la guerra, les permite a los artistas, a través de becas, estudiar en Occidente. Así, Hsiao Chin va a España, Ho Kan y Li Yuan-chia van a Italia y Hsiao Ming-Hsien y Hsia Yan se instalan en París.

## Principales representantes del Top Fan Group
- Ho Kan (Huo Gang ou Huo Xuegang) 霍剛 (1932), fondateur
- Hsiao Chin ( Xiao Qin) (1935)
- Chen Tao Ming (Chen Daoming) 陳道明
- Hsia Yan (Xia Zuxiang ou Xia Yang) 夏陽 (1932)
- Hsiao Ming-Hsien (Xiao Mingxian ou Xiao Long) 蕭明賢 (1936)
- Li Yuan-chia (Li Yuanjia) 李元佳 (1929-1994)
- Ouyang Wen-Yuan 歐陽文苑
- Wu Hao 吳昊 (1931)

## Grandes colecciones públicas de artistas de Ton Fan Group
- Museo de Arte Nacional de China, Beijing, China
- Museo de Arte Moderno (MOMA), Nueva York, EE. UU.
- Museo Metropolitano de Arte y Biblioteca Pública de Nueva York, Nueva York, EE. UU.
- Museo de Arte Moderno y Contemporáneo de Barcelona, España
- Museo Nacional de Historia, Taipéi, Taiwán
- Museo Nacional de Taiwán, Taichung, Taiwán

## Exhibiciones de Ton Fan Group
- 1955 Taipéi
- 1957 Biennale de São Paulo / Taipéi
- 1958 Barcelone / Madrid / Séville / Taipéi
- 1959 Bilbao / Florence / Macerata / Milan / Taipéi
- 1959 Mi Chou Gallery, New York (January 5-30, 1959)
- 1960 Mi Chou Gallery, New York
- 1960 Legnano / Messine / New York / Stuttgart / Taipéi / Turín / Venecia
- 1961-1967 Taipéi
- 1981 Taipéi (celebración de 25 años de Ton Fan Group y del Fifth Moon Group)
- 1991 Taipéi (celebración de 35 años de Ton Fan Group y del Fifth Moon Group)
- 1997 Taipéi (celebración de 40 años de Ton Fan Group y del Fifth Moon Group)

## Catálogos
- Lü Peng. Histoire de l'art chinois au XXe siècle. Somogy, éditions d'art. Paris. 2013, p. 438-469. ISBN 978-2-7572-0702-4
- Michael Sullivan. Art and Artists of Twentieth-Century China. University of California Press. 1996, p. 1984-85. ISBN 978-0-520-07556-6.
- Julia F. Andrews and Kuiyi Shen. The Art of Modern China. University of California Press, 2012. p. 248-49.
- Michael Sullivan. Moderne chinese artists, a biographical dictionary. University of California Press. 2006. ISBN 978-0-520-24449-8
- Asian traditions/ modern expressions : Asian American Artists and Abstractions, 1945-1970. Edited by Jeffrey Weschler. Harry N. Abrams, Inc., Publishers, in association with the Jane Voorhees Zimmerli Art Museum, Rutgers, The State University of New Jersey. 1997. Reminiscences of Mi Chou : The First Chinese Gallery in America by Franck Fulai Cho p. 210. ISBN 0-8109-1976-1
- Formless Form : Taiwanese Abstract Art. Taipéi Fine Arts Museum. 2012. ISBN 978-986-03-5352-5
- The Search for the Avant-Garde 1946-69. TFAM Collection Catalogue. Volume II. Taipéi Fine Arts Museum. 2011. reprint 2012. p. 11. ISBN 978-986-03-0997-3
- The Modernist Wave. Taiwan Art in the 1950s and 1960s. National taiwan Museum of Fine Arts. 2011. p. 137, 139, 147, 148, ISBN 978-986-02-8859-9